# Carl von Jordans
Carl Werner Paul Philipp Maria Joseph Hubert von Jordans (* 23. August 1884 in Lüftelberg, Rheinprovinz; † 15. Februar 1950 in Freiburg im Breisgau) war ein deutscher Privatgelehrter und Politiker. Schon vor 1933 stand er gegen den Nationalsozialismus.

## Leben und politische Aktivitäten
Carl von Jordans wurde 1884 als ältestes von fünf Kindern des Karl Ferdinand Hermann Kaspar Maria Josephus Hubertus von Jordans (1854–1897) und seiner Frau Paula, geborene Freiin Heereman von Zuydtwyck (1864–1940), Tochter des Offiziers Friedrich Freiherr Heeremann von Zuydtwyck und der Isabella Freiin von Fürstenberg-Stammheim, geboren. Sein Lebensweg bis in die 1920er-Jahre liegt beinahe völlig im Dunkeln. Selbst politischen Weggefährten wussten später nur wenig über die Privatperson Jordans zu berichten. Der spätere Bundesverfassungsgerichtspräsident Fabian von Schlabrendorff führte dies in seinen Lebenserinnerungen darauf zurück, dass Jordans sich stets sehr bedeckt gehalten und vor allem „im Hintergrund“ gewirkt habe. Einer der wenigen Hinweise auf seine Tätigkeit in seinen frühen Jahren ist eine zehnbändige Werkausgabe der Werke Friedrichs des Großen, die in den Jahren 1912 bis 1914 von G.B. Volz herausgegeben wurde und unter deren fünf Bearbeitern unter anderem ein Carl Werner von Jordans genannt wird.
Carl von Jordans war der älteste Bruder des Ornithologen Adolf von Jordans.

### Deutscher Herrenclub
Seit den 1920er-Jahren spielte Jordans eine wichtige Rolle im Deutschen Herrenklub in Berlin, dessen fünfköpfigem Arbeitsausschuss er zeitweise angehörte. Durch den Herrenklub kam Jordans mit zahlreichen einflussreichen politischen Persönlichkeiten in Kontakt, so auch mit dem konservativen Zentrums-Politiker Franz von Papen.

### Jordanskreis
Um 1931 begann von Jordans einen Kreis politisch interessierter, meist katholischer, junger Männer um sich zu versammeln, die vor allem ihre Abneigung gegen den zu dieser Zeit im Aufstieg begriffenen Nationalsozialismus verband. Zu den Angehörigen dieses „Jordanskreises“, in dem Jordans die Rolle eines Mentors einnahm, zählten unter anderem die beiden später als Widerstandskämpfer gegen das NS-Regime umgekommenen Wilhelm Freiherr von Ketteler und Nikolaus Christoph von Halem sowie Hubert Graf von Ballestrem, Ulrich Graf von Finckenstein und Hans Graf von Lehndorff. Letzterer berichtete später über die politische Zielsetzung der Gruppe: „Als seine eigentliche Aufgabe betrachtete [Jordans]: Kristallisationspunkt zu sein für eine politische Willensbildung mit dem Ziel der Verwirklichung einer konservativen Staatsidee. Er gehörte zu den wenigen, die sich keiner Täuschung darüber hingaben, wo es mit Hitler hinauswollte, und die ihn von Anfang an als große Gefahr für Deutschland ansahen. Angesichts dieser Gefahr fühlte er sich dazu berufen, seinen Mitmenschen die Augen zu öffnen und alle konservativen Kräfte zu mobilisieren.“
Die spezielle Faszinationskraft, die von Jordans auf seine jungen Anhänger ausstrahlte und die deren politische Aktivität prägte, beschrieb Lehndorff folgendermaßen:
„An den Wochenenden war ich öfters zu Gast bei meinem Vetter Gerd Finckenstein in Trossin in Bärwalde in der Neumark. Dort lernte ich Carl von Jordans kennen, einen Mann, der für mein Leben in der Berliner Zeit und den Jahren danach richtungsweisend geworden ist. Er war etwa fünfzig Jahre alt, mittelgroß, sehr blass, schmal, kahlköpfig, hatte eine dünne durchsichtige Haut, in der die Adern deutlich hervortraten und die so wenig gepolstert war, daß sie die Schläfen wie flache Teller in Erscheinung treten ließ. Seine Bewegungen waren langsam und eckig, beim Gehen brauchte er einen Stock und zog das eine Bein etwas nach. Das auffallendste an ihm waren seine großen erstaunten Augen, deren Helligkeit durch einen frühzeitigen Arcus senilis am Rande der hellbraunen Iris unterstrichen wurde. Sie waren stets weit offen, und ihr Blick schien in die Ferne gerichtet. Man fühlte sich von ihnen eher gespiegelt als durchschaut. Es lag darin ebensoviel von der Weisheit eines alten Mannes wie von der Hilflosigkeit eines Kindes. Und das war es wohl, was ihm gegenüber zugleich zur Ehrerbietung wie zur Behutsamkeit herausforderte.“
Jordans habe des Weiteren die „besondere Gabe gehabt, Menschen zu öffnen und zum Reden zu bringen. Nicht, dass er sich dazu irgendwelcher Tricks bedient hätte – das hätte man wohl gemerkt. Es lag vielmehr daran, daß man sich von ihm hundertprozentig für voll genommen fühlte, so wie man war. Er hatte kein Vorurteil. Von ihm brauchte man sich nicht zu verbergen sondern konnte aus sich herausgehen, man konnte ihm Dinge sagen, über die man sonst nicht zu sprechen pflegte, ja die man vielleicht selber noch gar nicht wusste, sondern die vor diesem aufmerksamen Gegenüber erst Gestalt gewannen. Von ihm entdeckte man sich gewissermaßen selbst.“

### Unterstützung Franz von Papens
Als Jordans Herrenklub-Freund Franz von Papen Ende Mai 1932, nach der Demission des Kabinetts Brüning, durch den Reichspräsidenten Paul von Hindenburg zum neuen Reichskanzler bestellt wurde, veranstaltete Jordans am Abend des 30. Mai 1932 – einen Tag vor der öffentlichen Bekanntgabe der Ernennung Papens – einen Vortragsabend in seinem Berliner Apartment. Wie Kurt Georg Kiesinger, der dieser Veranstaltung beiwohnte, später berichtete, hatte Jordans an diesem Abend etwa dreißig ausgewählte jüngere Männer zu sich eingeladen, unter denen Papen Mitarbeiter für seine Regierung zu gewinnen hoffte. Nach einer kurzen Einführung durch Jordans hielt Papen einen Vortrag über das Thema Konservative Staatsidee, in dem er den Anwesenden seine bevorstehende Ernennung zum Reichskanzler – die der Presse bisher noch nicht bekannt geworden war – mitteilte, seine politischen Ziele umriss und sie zur Mitarbeit in seiner Regierung aufforderte. Den Erinnerungen Kiesingers zufolge habe sich an diesem Abend unter anderem sein Kollege am Berliner Landgericht (und Jordans-Anhänger) Wilhelm Freiherr von Ketteler dem designierten Kanzler zur Verfügung gestellt.
Lehndorff berichtet ferner, dass der Jordanskreis ihn und seinen Bruder Heinfried am Abend des 29. Januar 1933, einen Tag vor der Ernennung Hitlers zum Reichskanzler, zum Reichspräsidenten von Hindenburg (einem engen Freund ihres Großvaters Elard von Oldenburg-Januschau) geschickt habe, um diesen in einer persönlichen Audienz zu ersuchen, die Macht nicht an Hitler auszuliefern. Im Reichspräsidentenpalais seien beide allerdings nur zum persönlichen Referenten Hindenburgs vorgelassen worden, der sie mit Zusicherungen vertröstet habe, die Macht sei in guten Händen.

### Nach der Machtergreifung
Nach der Ernennung Adolf Hitlers zum Reichskanzler am 30. Januar 1933 und der in den folgenden Wochen erfolgenden Errichtung des nationalsozialistischen Terrorapparates geriet Jordans als „Sammelpunkt reaktionärer Kräfte“ bald ins Visier des Regimes. Dennoch nutzte er seine weitverzweigten Beziehungen in den ersten Monaten der nationalsozialistischen Herrschaft, um verschiedene vom Regime verfolgte Personen – denen seine Berliner Wohnung als Anlaufstelle diente  – zur Flucht ins Ausland zu verhelfen. Dem abtrünnig gewordenen ehemaligen SA-Führer von Berlin Walther Stennes und seiner Ehefrau verschaffte Jordans eine Passage auf einem von Bremerhaven ausgehenden Schiff nach Portugal. Ein „ziemlich unheimlich wirkender Mann namens Bell“ (bei diesem handelt es sich mit an Sicherheit grenzender Wahrscheinlichkeit um Georg Bell), der wenige Tage nach dem Reichstagsbrand vom 28. Februar 1933 bei Jordans erschien und angab, um sein Leben zu fürchten, weil ihm die näheren Umstände des Brandes in ihren Einzelheiten bekannt seien, erhielt auf Jordans Vermittlung ebenfalls eine Fluchtmöglichkeit. Bell entkam nach Österreich, wo er von Angehörigen der SA in einem Gasthof umgebracht wurde.
In den Jahren 1933 und 1934 stand Jordans durch Wilhelm von Ketteler und Friedrich Carl von Savigny (dessen Schwester mit einem jüngeren Bruder von Jordans verheiratet war) in enger Verbindung mit dem Büro des Stellvertreters des Reichskanzlers, in dem zu dieser Zeit Pläne für einen konservativen Staatsstreich gegen den nationalsozialistischen Teil der Regierung und die militärischen Organisationen der NSDAP (SA und SS) geschmiedet wurden. Als die Gruppe in der Vizekanzlei im Zuge der Röhm-Affäre am 30. Juni 1934 zerschlagen wurde, soll auch Jordans, Zeller zufolge, ins Visier der SS geraten sein und nur aufgrund eines Glücksfalls davongekommen sein. Steinbach und Tuchel zufolge kam Nikolaus Christoph von Halem – der später wegen seines Versuches, ein Attentat auf Hitler vorzubereiten, hingerichtet wurde – unter dem Einfluss von Jordans in diesem Jahr zu der Auffassung, dass der Tod Hitlers eine politische Notwendigkeit sei, wenn man eine Katastrophe verhindern wolle. Wilhelm Schmidt machte die Kontinuitätslinie zwischen dem Zirkel um Jordans in den frühen 1930er Jahren und den prospektiven Attentätern um Jordans in seiner Chronik des deutschen Widerstandes kenntlich, indem er beide Gruppen als „Gruppe Jordans-Halem“ zu einer Sinneinheit zusammenfasste.
Als Berlin im Zweiten Weltkrieg mit Fliegerbomben belegt wurde, zog Jordans 1944 nach Freiburg im Breisgau, wo er im 66. Lebensjahr starb.

## Genealogie
- Gothaisches Genealogisches Taschenbuch der Briefadeligen Häuser. 1907. Jg. 1, Justus Perthes, Gotha 1906, S. 358.
- Gothaisches Genealogisches Taschenbuch der Briefadeligen Häuser. 1917. Jg. 16, Justus Perthes, Gotha 1916, S. 423.
- Gothaisches Genealogisches Taschenbuch der Adeligen Häuser. Zugleich Adelsmatrikel der D.A.G. Teil B (Briefadel). 1942. Jg. 34, Justus Perthes, Gotha 1941, S. 245. Siehe u. a. : FamilySearch.
- Hans Friedrich von Ehrenkrook, Carola von Ehrenkrook, Friedrich Wilhelm Euler, Jürgen von Flotow, Walter von Hueck, Johann Georg von Rappard, Hans-Jürgen von Witzendorff, u. a.: Genealogisches Handbuch der Adeligen Häuser. B (Briefadel). 1956. Band II, Band 12 der Gesamtreihe GHdA, Hrsg. Deutsches Adelsarchiv, C. A. Starke, Glücksburg/Ostsee 1956, S. 150 f.